# Ilnur Zakarin
Ilnur Azatovič Zakarin (rusko Ильнур Азатович Закарин), ruski kolesar, * 15. september 1989, Naberežnje Čelni, Sovjetska zveza.
Zakarin je profesionalni kolesar, ki od leta 2021 tekmuje za UCI ProTeam ekipo Gazprom–RusVelo. Leta 2009 ga je ruska protidopinška agencija kaznovala z dvoletno prepovedjo tekmovanja po pozitivnem vzorcu na anabolični steroid metandienon. Leta 2014 je osvojil drugo mesto na Dirki po Sloveniji, leta 2015 pa je dosegel skupno zmago na Dirki po Romandiji. Istega leta je dosegel svojo prvo etapno zmago na Dirki po Italiji, drugo pa leta 2019. Leta 2016 je dosegel svojo edino etapno zmago na Dirki po Franciji, naslednjega leta pa je dosegel tretje mesto v skupnem seštevku Dirke po Španiji in peto mesto v skupnem seštevku Dirke po Italiji. Na Dirki po Franciji je najboljšo uvrstitev v skupnem seštevku dosegel leta 2018 z devetim mestom. V svojem edinem nastopu na poletnih olimpijskih igrah leta 2020 je odstopil na cestni dirki. Dvakrat je postal ruski državni prvak v kronometru.